# Atelier Simon-Marq
Les  Ateliers Simon-Marq sont des ateliers de maîtres et peintres verriers français, installés à Reims, dans le département français de la Marne. Initialement dénommé  Atelier Simon du nom de son créateur, fondés il y a plus de 350 ans, ce sont les plus anciens ateliers de vitrail toujours en activité de cette ville, célèbre pour les Vitraux de la Cathédrale Notre-Dame de Reims.

## Histoire
En 1640,,,, Pierre Simon fonde son atelier à Reims. 11 générations de la même famille se succèdent ensuite au fil des siècles dans les ateliers Simon,, avec différentes implantations dont au début du XXe siècle, le 44 rue Ponsardin à Reims, dans un immeuble des architectes Louis et Max Sainsaulieu, puis, au début du XXIe siècle le niveau inférieur (sous le chœur) de l'église du Sacré-Cœur de Reims.
Parmi les personnalités ayant animé et dirigé cet atelier, l'une des plus connues est Jacques Simon (1890-1974) qui a oeuvré notamment au sauvetage des vitraux de la cathédrale Notre-Dame de Reims en 1917,. Brigitte Simon, fille de Jacques Simon épouse Charles Marq. Ensemble ils reprennent l’atelier historique et le renommeront  Atelier Simon-Marq dans les années 1990. L'atelier reste sous le nom d'Atelier Jacques Simon jusqu’à cette date alors que Jacques Simon a cessé son activité en 1959.
L’atelier travaille les feuilles de verre, fabriquées par la verrerie de Saint-Just et par la verrerie Lamberts située en Allemagne.
À la suite du départ à la retraite de Benoît Marq en 2011, l’atelier est racheté par le groupe Fort Royal, déjà propriétaire de plusieurs entreprises artisanales,.
L’Atelier Simon-Marq est placé en liquidation judiciaire par le tribunal de commerce le 30 juillet 2019,.
Deux chefs d’entreprises rémois, Philippe Varin et Pierre-Emmanuel Taittinger, rachètent alors l’entreprise,.
Le site de l’atelier historique des ateliers Simon puis Simon-Marq, labellisé architecture contemporaine remarquable est vendu. Les ateliers Simon-Marq déménagent et s’installent, en décembre 2020, dans l’église du Sacré-Cœur de Reims, construite dans les années 1950. Dans le cadre de déménagement, l'entreprise confie ses archives, d'une grand valeur historique et patrimoniale, à la Médiathèque de l’architecture et du patrimoine. 

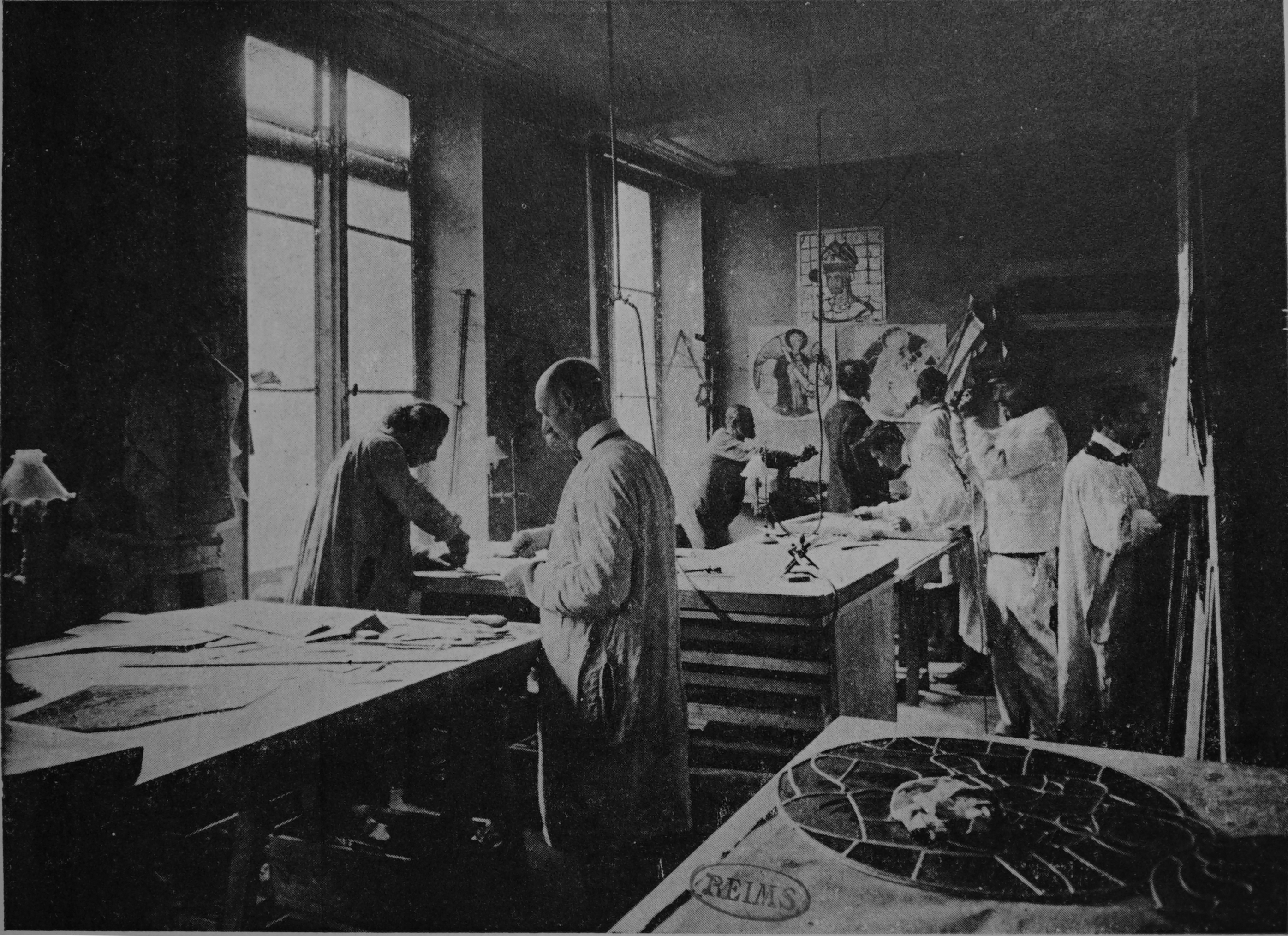
Vue de l'atelier Paul Simon.
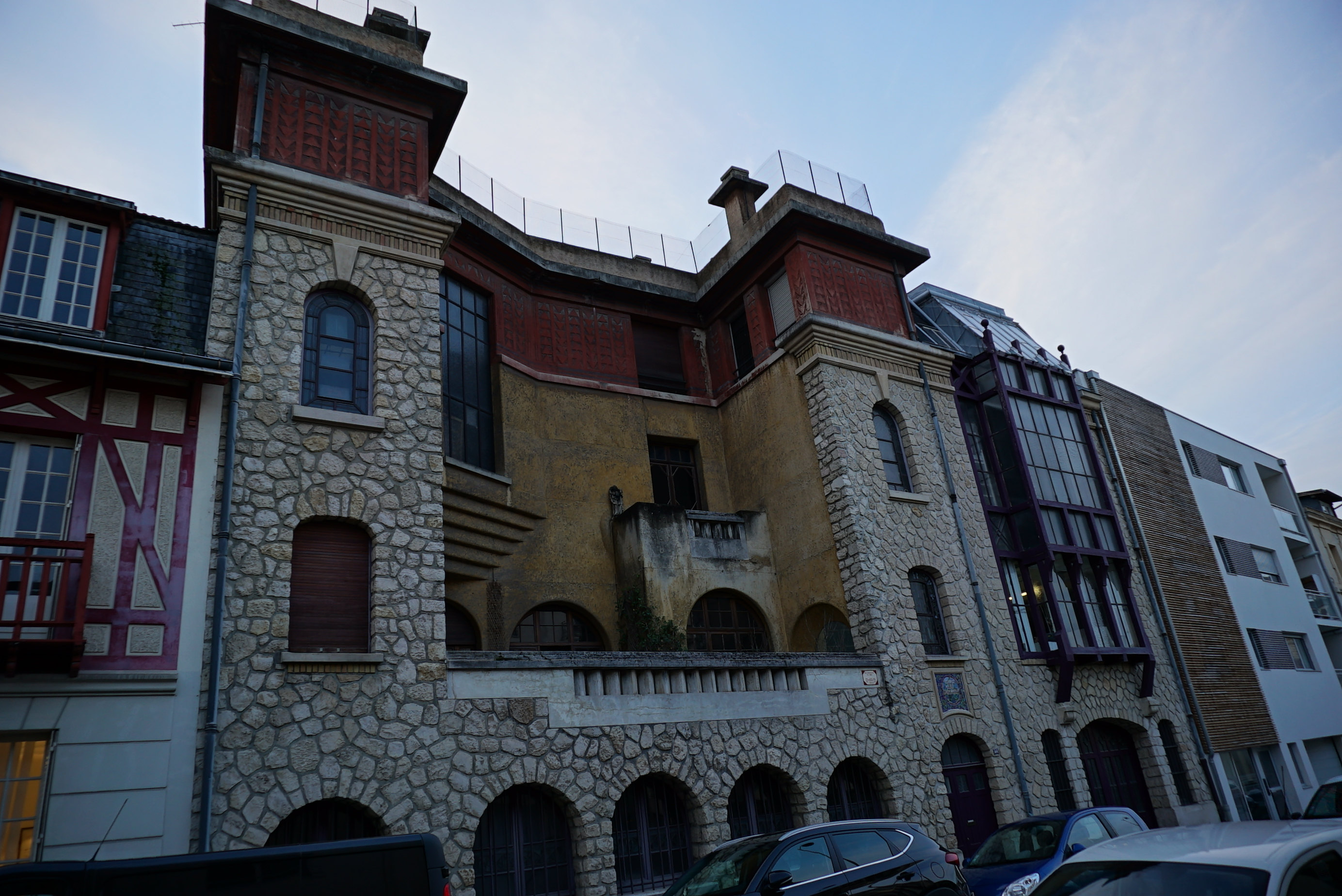
Atelier 44 rue Ponsardin.
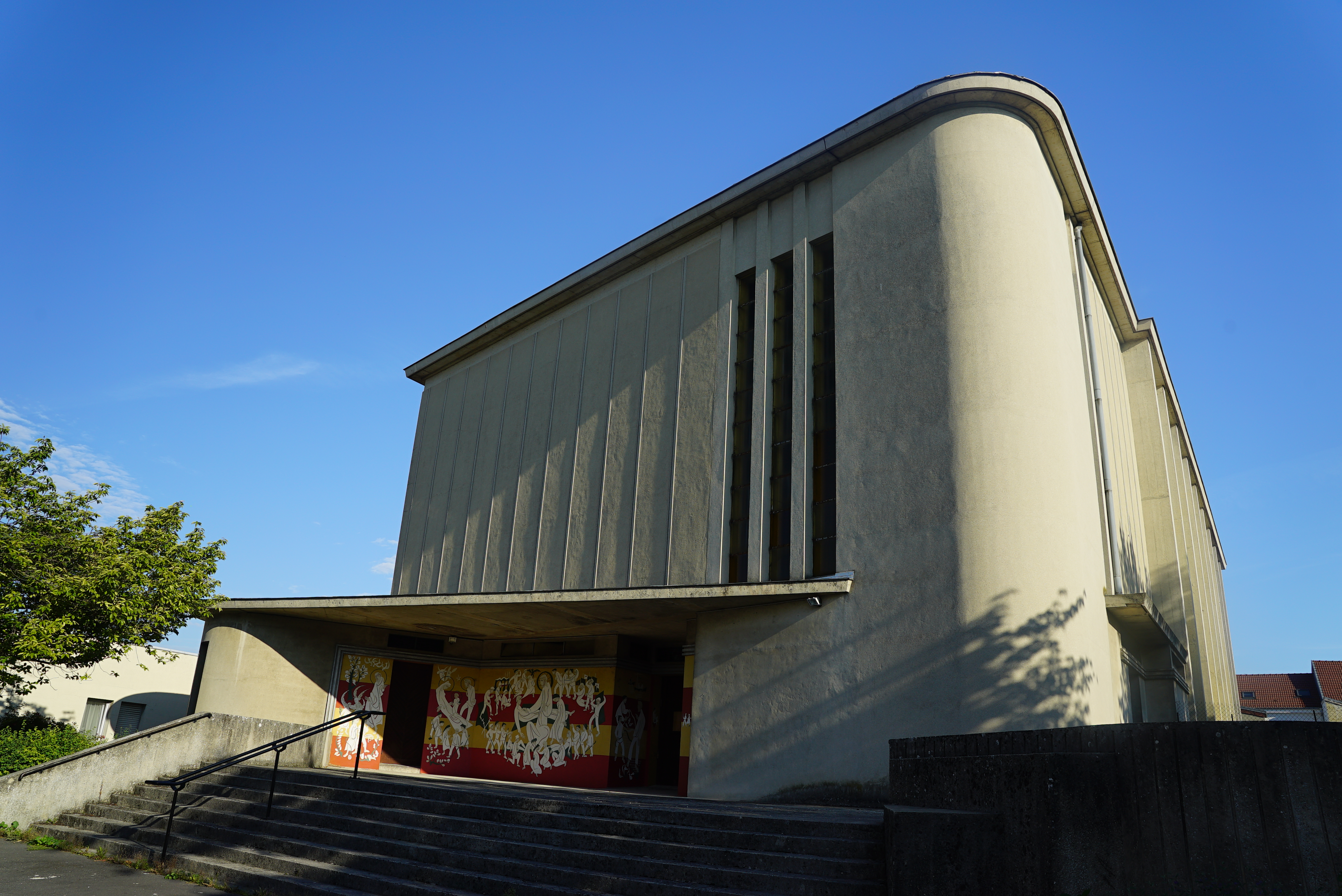
Nouveau site de l’atelier Simon-Marq.

### En France
Cette liste recense plus d'une centaine de sites, constitués majoritairement d'édifices religieux.

### Hors de France
| Site                                 | Ville     | Pays   | Dates   | Nombre de verrières | Commentaires    | Numéros de baies | Wikimedia Commons Sites externes |
| ------------------------------------ | --------- | ------ | ------- | ------------------- | --------------- | ---------------- | -------------------------------- |
| Synagogue du Médical Center Hadassah | Jérusalem | Israël | 1960-61 | 12                  | De Marc Chagall |                  |                                  |